# Château Rieussec
Pour les articles homonymes, voir Rieussec (homonymie).
Le château Rieussec, est un domaine viticole situé à Fargues en Gironde. En AOC Sauternes, il est classé premier grand cru dans la classification officielle des vins de Bordeaux de 1855.

## Histoire du domaine

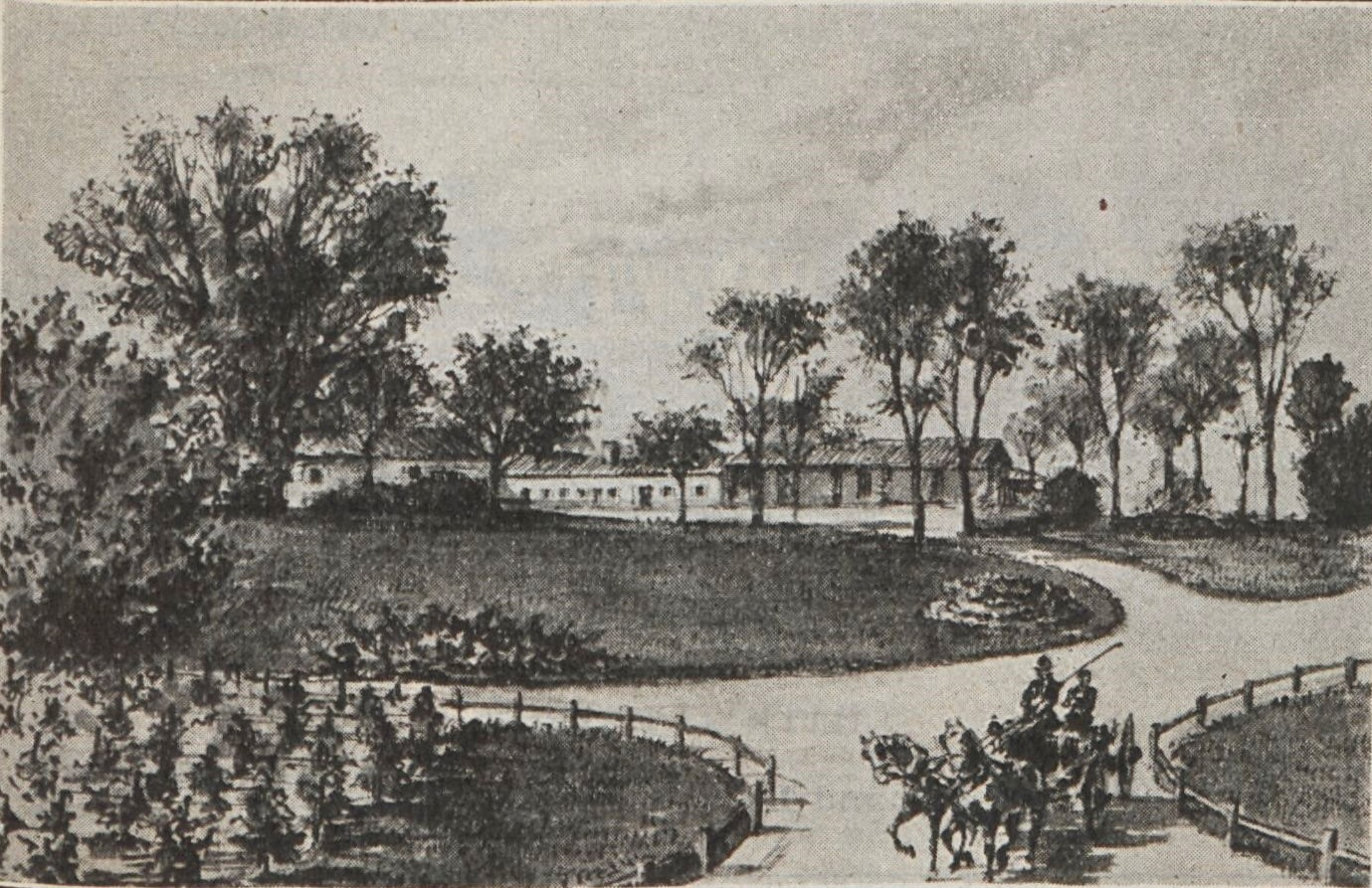
Illustration du Château Rieussec en 1908.

Le château Rieussec fait partie du groupe Domaines Barons de Rothschild depuis 1984.

## Terroir

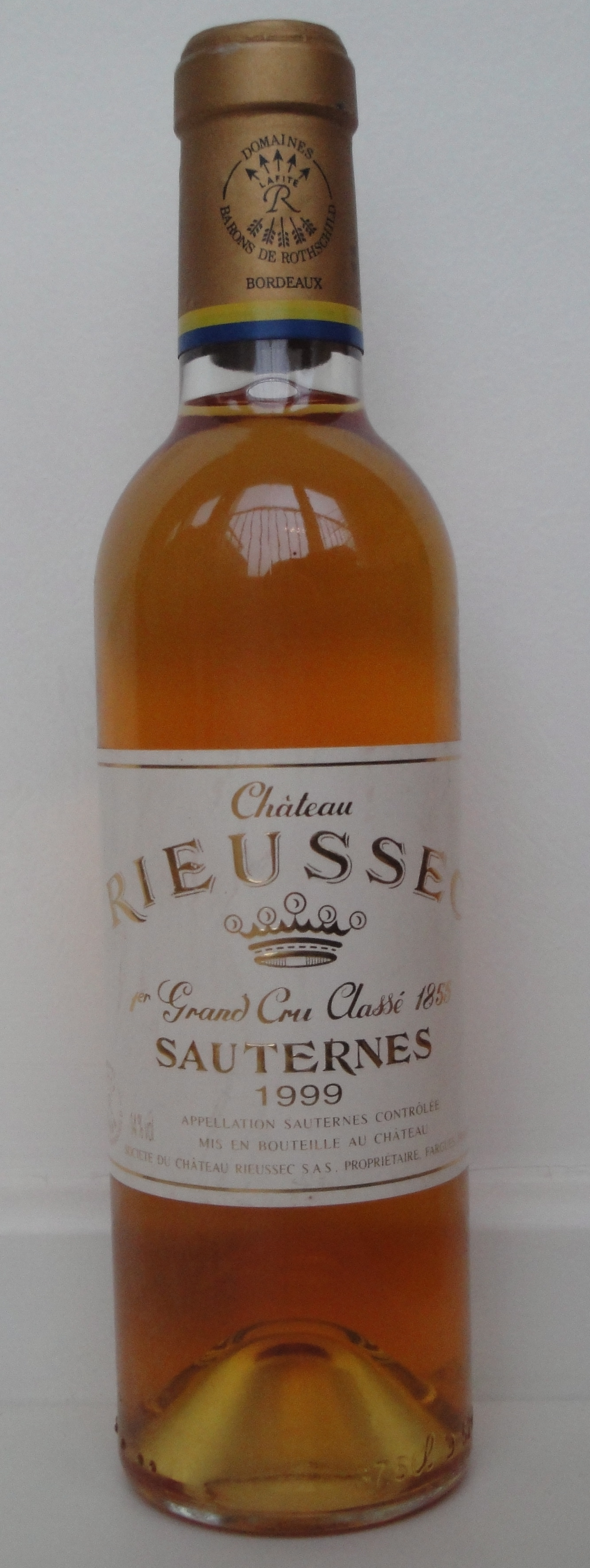
Demi-bouteille de Château Rieussec 1999.